# Championnat d'Oman de football 2004-2005
Navigation
Saison précédente Saison suivante
La saison 2004-2005 du Championnat d'Oman de football est la vingt-neuvième édition de la première division au sultanat d'Oman, l'Oman League. Elle rassemble les treize meilleurs clubs du pays au sein d'une poule unique où ils s'affrontent à deux reprises, à domicile et à l'extérieur. En fin de saison, les trois derniers du classement sont relégués et remplacés par les deux meilleurs clubs de deuxième division.
C'est le Dhofar Club qui remporte le championnat cette saison après avoir terminé -invaincu- en tête du classement final, avec deux points d'avance sur Al Oruba Sur et six sur Mascate FC. C'est le neuvième titre de champion d'Oman de l'histoire du club.

## Les clubs participants
| - Sur Club - Bahla Club - Promu de D2 - Dhofar Club - Oman Club - Al-Khabourah SC - Al Nasr Salalah - Al-Ittihad Club - Promu de D2 | - Mascate Club - Al-Seeb Sports Club - Al Oruba Sur - Al Ahli Sedab - Promu de D2 - Al-Tali'aa - Al Nahda Club |

## Compétition
Le barème de points servant à établir le classement se décompose ainsi :
- Victoire : 3 points
- Match nul : 1 point
- Défaite : 0 point

### Classement
| Rang | Équipe              | Pts | J  | G  | N  | P  | Bp | Bc | Diff |
| ---- | ------------------- | --- | -- | -- | -- | -- | -- | -- | ---- |
| 1    | Dhofar ClubC        | 46  | 24 | 11 | 13 | 0  | 37 | 19 | +18  |
| 2    | Al Oruba Sur        | 44  | 24 | 12 | 8  | 4  | 42 | 27 | +15  |
| 3    | Mascate Club        | 40  | 24 | 10 | 10 | 4  | 36 | 24 | +12  |
| 4    | Al Nahda Club       | 36  | 24 | 11 | 3  | 10 | 42 | 37 | +5   |
| 5    | Sur Club            | 35  | 24 | 9  | 8  | 7  | 42 | 35 | +7   |
| 6    | Oman Club           | 35  | 24 | 8  | 11 | 5  | 24 | 20 | +4   |
| 7    | Al Nasr SalalahT    | 34  | 24 | 9  | 7  | 8  | 38 | 38 | 0    |
| 8    | Al-Seeb Sports Club | 32  | 24 | 8  | 8  | 8  | 44 | 36 | +8   |
| 9    | Bahla ClubP         | 31  | 24 | 7  | 10 | 7  | 38 | 41 | -3   |
| 10   | Al-Tali'aa          | 25  | 24 | 6  | 7  | 11 | 31 | 38 | -7   |
| 11   | Al Ahli SedabP      | 24  | 24 | 5  | 9  | 10 | 27 | 37 | -10  |
| 12   | Al-Ittihad ClubP    | 21  | 24 | 6  | 3  | 15 | 29 | 48 | -19  |
| 13   | Al-Khabourah SC     | 15  | 24 | 4  | 3  | 17 | 26 | 56 | -30  |

|  | Qualification pour la Coupe de l'AFC 2006                              |
|  | Qualification pour la Ligue des champions arabes de football 2005-2006 |
|  | Qualification pour la Coupe du golfe des clubs champions 2005          |
|  | Relégation directe en deuxième division                                |
|  | T : Tenant du titre C : Vainqueur de la Coupe d'Oman P : Promu de D2   |

## Bilan de la saison
| Championnat d'Oman de football 2004-2005                        |                        |
| Champion                                                        | Dhofar Club (9e titre) |
| Coupes et trophées                                              |                        |
| Vainqueur de la Coupe d'Oman 2004-2005                          | Dhofar Club            |
| Qualifications continentales                                    |                        |
| Coupe de l'AFC 2006                                             | Dhofar Club            |
| Ligue des champions arabes de football 2005-2006                | Al Oruba Sur           |
| Coupe du golfe des clubs champions 2005                         | Mascate FC             |
| Promotions et relégations                                       |                        |
| Promus en Oman League                                           | Al-Suwaiq              |
| Promus en Oman League                                           | Majees FC              |
| Relégués en Championnat d'Oman de football de deuxième division | Al Ahli Sedab          |
| Relégués en Championnat d'Oman de football de deuxième division | Al-Ittihad Club        |
| Relégués en Championnat d'Oman de football de deuxième division | Al-Khabourah SC        |